# Бауэрбах (Тюрингия)
Бауэрбах (нем. Bauerbach) — коммуна в Германии, в земле Тюрингия.
Входит в состав района Шмалькальден-Майнинген. Подчиняется управлению Зальцбрюкке. Население составляет 252 человека (на 31 декабря 2010 года). Занимает площадь 6,04 км². Официальный код — 16 0 66 003.
Согласно ЭСБЕ: «Здесь в поместье, принадлежавшем тогда г-же Вольцоген, скрывался Шиллер после своего бегства из Штутгарта, с декабря 1782 до июля 1783 г., под именем д-ра Риттера. Здесь он закончил „Фиеско“, писал „Коварство и любовь“ и набросал план „Дон Карлоса“.»

## Население
| - 1994 — 342 - 1995 — 333 - 1996 — 328 - 1997 — 320 - 1998 — 311 | - 1999 — 304 - 2000 — 307 - 2001 — 302 - 2002 — 307 - 2003 — 292 | - 2004 — 291 - 2005 — 283 - 2006 — 277 - 2007 — - 2008 — |